# Lisette de Brinon
Lisette de Brinon, nata Jeanne Louise Rachel Franck (Parigi, 23 aprile 1896 – Montmorency, 26 marzo 1982), divenne nota in qualità di compagna del famoso collaborazionista Fernand de Brinon.
Di origini ebraiche, visse una sorta di esilio interno durante la Seconda guerra mondiale: dichiarata «ariana onoraria», fu al riparo dei rastrellamenti e delle deportazioni, ma fu anche persona non grata, tanto a Vichy quanto a Parigi.

## Biografia
Nata da una famiglia borghese parigina, Lisette Franck fu una donna di mondo circondata da personalità sia della sinistra (Léon Blum) sia della destra (Pierre Drieu La Rochelle). Emmanuel Berl, conosciuto per i primi discorsi del maresciallo Philippe Pétain fu un cugino. Il suo secondo marito, Fernand de Brinon, si fece notare negli anni 1930 grazie ad una intervista esclusiva ad Adolf Hitler. In seguito fu uno degli artefici del collaborazionismo francese dopo il crollo del 1940. Mentre la guerra continuava, la coppia venne via via emarginata in parte a causa dell'origine ebraica di Lisette e in parte per colpa del legame di lunga data tra de Brinon e la sua segretaria Simone Mittre.
Lisette benché rischiasse la vita recandosi in Germania, tentò di seguire de Brinon, ma non lo raggiunse mai al castello di Sigmaringen. Castello che, requisito il 7 settembre 1944 da collaborazionisti francesi (tra questi il maresciallo Pétain, Déat, Laval, Doriot, Darnand) fuggiti in seguito all'avanzata delle truppe alleate in Francia, servì da sede al governo in esilio del regime di Vichy che durò sino ad aprile del 1945.
Lisette, come suo marito, fu arrestata dagli alleati e ricondotta in Francia dove furono giudicati a Tolosa.
Se la sua detenzione fu breve, Fernand fu condannato per tradimento e fucilato nel 1947. Continuò a fregiarsi del titolo di marchesa. In seguito iniziò una relazione amorosa con un altro collaborazionista, Jacques Benoist-Méchin. Lisette de Brinon morì nel 1982 in una casa di riposo a Montmorency, nella regione parigina.